# Sami Yusuf
Sami Yusuf (eg. Siamak Radmanesh), född 1980 i Teheran i Iran, är en brittisk sångare. Han är född i Iran och är etnisk azer. Hans första album, Al-Mu'allim, släpptes 2003 och det andra, My Ummah, släpptes 2005. Filmatiseringen av romanen Flyga drake i filmen Flyga drake från 2007 hade med singel- låten "Supplication". 2009 släppte han albumet Without You och året därefter släppte han albumet Wherever You Are. 

## Diskografi
Studioalbum
- 2003 – Al-Mu`allim
- 2005 – My Ummah
- 2008 – Without You
- 2010 – Wherever You Are
- 2012 – Salaam
- 2014 – The Centre
- 2015 – Songs of the Way, Vol. 1 (som سامي يوسف)
- 2015 – 1001 Inventions and the World of Ibn Al-Haytham (Soundtrack)
- 2016 – Barakah
- 2018 – SAMi

Livealbum
- 2007 – Live at the Wembley Arena
- 2013 – Live at the Katara Amphitheatre
- 2015 – Live in London 2015
- 2016 – Live at the Dubai Opera
- 2019 – Live in Concert

Singlar (urval)
- 2008 – "Palestine Forever"
- 2009 – "You Came To Me"
- 2010 – "Hear Your Call"
- 2010 – "Healing"
- 2011 – "The Source"
- 2011 – "Never Forget"
- 2011 – "I Am Your Hope"
- 2013 – "Wherever You Are"
- 2018 – "Let Us Not Forget"
- 2018 – "Mawlana"
- 2018 – "Shadowless"
- 2018 – "Al Faqīr"
- 2019 – "Ya Hayyu Ya Qayyum Feat Abida Parveen"